# ليويلين أتكينسون
ليويلين أتكينسون هو سياسي أسترالي، ولد في 18 ديسمبر 1867 في لاونسستون في أستراليا، وتوفي في 1 نوفمبر 1945 في Latrobe, Tasmania ‏ في أستراليا. نشط حزبياً في حزب التجارة الحرة. وقد انتخب عضو مجلس النواب الأسترالي ‏ عن دائرة Division of Wilmot ‏ (12 ديسمبر 1906 – 12 أكتوبر 1929).